# Arte flavia

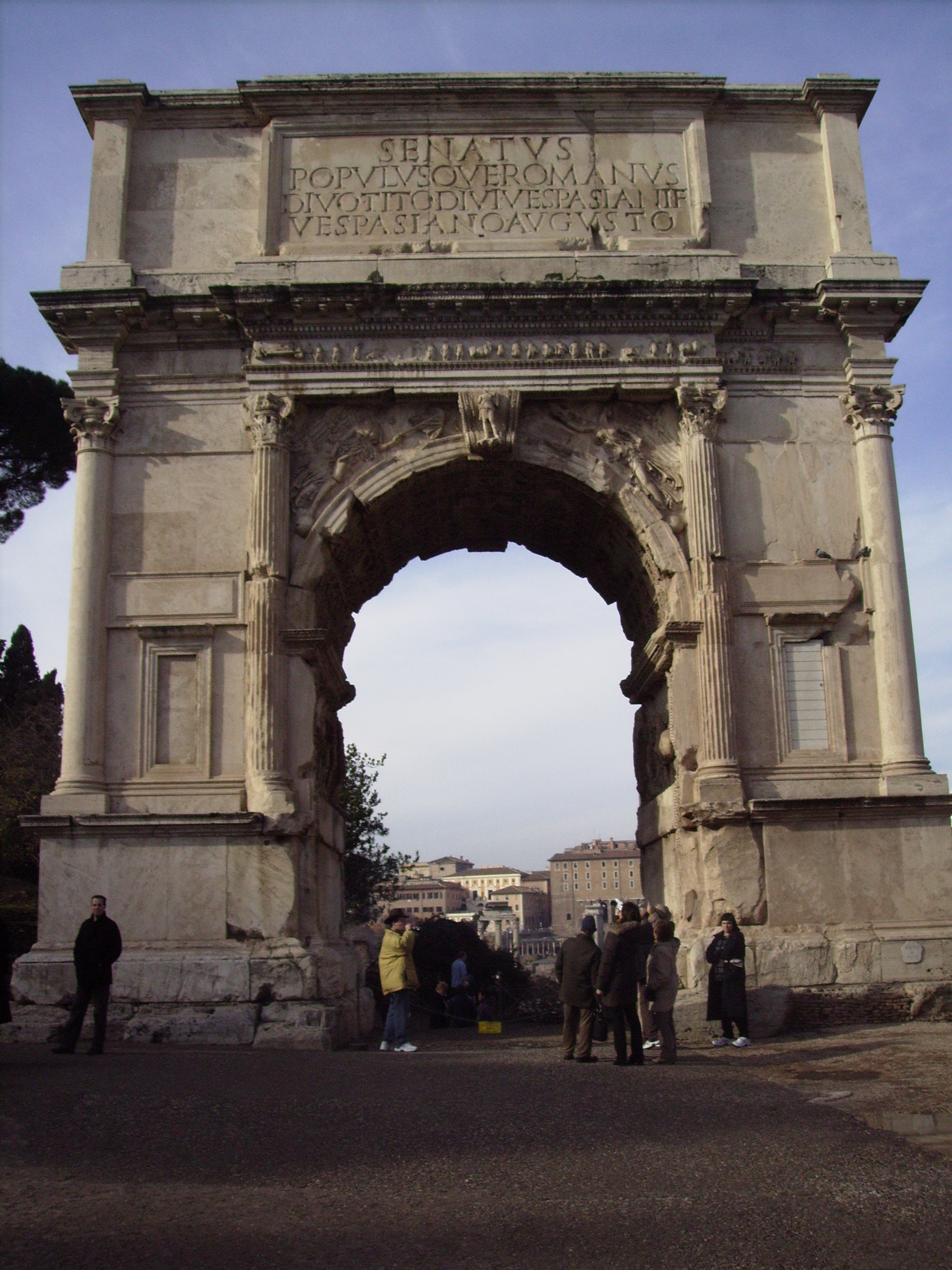
Arco di Tito

L'arte flavia è la produzione artistica dell'Impero romano durante la dinastia flavia (imperatori Vespasiano, Tito e Domiziano), dal 69 al 96 d.C. 
In quell'epoca l'arte romana si sviluppò superando la pesante tutela dell'arte neoattica, che aveva appiattito le esperienze più originalmente "romane" della tarda Repubblica favorendo un'imitazione fredda e idealizzata dei modelli dell'arte greca classica. 
Già all'epoca di Claudio e Nerone la scultura iniziò a muoversi in maniera più indipendente dalla tutela della prestigiosa arte ateniese, liberandosene quasi definitivamente sotto i Flavi. Non è stato ancora completamente chiarito se l'arte flavia si mosse spinta da una nuova ispirazione autonoma o se invece cambiò semplicemente modello, guardando ad esperienze di altre città ellenistiche, come quelle dell'Asia Minore, anche perché non è ancora sviluppato lo studio delle forme artistiche delle città greche in epoca romana. 
In scultura si manifestarono due tendenze di maggiore evidenza: l'utilizzo di un chiaroscuro più sfumato nel bassorilievo e l'uso di collocare le figure in uno spazio infinitamente aperto (rendimento spaziale, circolazione dell'atmosfera attorno alle immagini, ecc.). 

## Arco di Tito

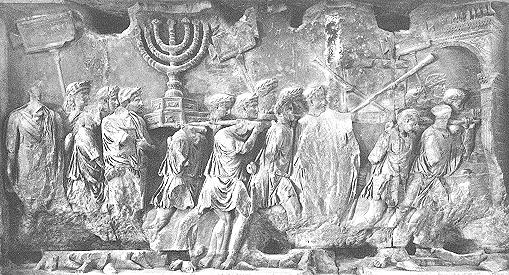
Rilievo della processione sull'Arco di Tito

Monumento simbolo dell'epoca flavia è l'Arco di Tito (datato tra l'81 e il 90). La sua architettura è inconfutabilmente più compatta e pesante degli archi di epoca augustea (come l'arco di Susa), in netto distacco dalle eleganze di matrice ellenistica. Qui per la prima volta compare a Roma il capitello composito ionico e corinzio, tipico dell'arte romana (forse invenzione augustea) 81-90 d.C.) e legato a un gusto sovrabbondante che potrebbe definirsi "barocco". I numerosi rilievi interni del fornice sono straordinariamente significativi e mostrano due momenti del corteo trionfale svoltosi nel 71 dopo la presa di Gerusalemme da parte di Tito. In questi rilievi si trova completamente definito il rilievo storico romano in tutti i suoi aspetti: le figure addensate e, soprattutto, l'altezza del rilievo coerente alla collocazione delle figure nello spazio, vera e propria innovazione rispetto all'ellenismo. In queste opere infatti le singole figure è come se si muovessero in uno spazio libero e la diversa altezza dei rilievi (dalle teste dei cavalli a tutto tondo alle teste e le lance sagomate sullo sfondo) crea l'illusione di uno spazio atmosferico reale. Inoltre le figure non si muovono su una linea retta, ma su una linea curva convessa, ben visibile nel rilievo della processione, dove a sinistra le figure sono viste di tre quarti e di faccia, e all'estrema destra di dorso mentre entrano sotto il fornice della Porta Triumphalis. Lo spettatore ha così la sensazione di essere circondato e quasi sfiorato dal corteo, secondo una tendenza che verrà ulteriormente sviluppata nel "barocco" antoniniano dal III secolo in poi.

## Altre sculture
La presenza di novità durevoli, piuttosto che la perpetrazione di un repertorio come nell'epoca augustea, è dimostrato anche dai due grandi rilievi domizianei del palazzo della Cancelleria (90 circa), impregnati ancora di classicismo dell'epoca di Claudio, ma anche con un tenue accenno alla disposizione delle figure lungo una linea convessa (rilievo A), anticipando (sebbene ancora timidamente) i rilievi dell'arco di Tito.
Qui di seguito alcuni ritratti di personaggi dell'epoca:

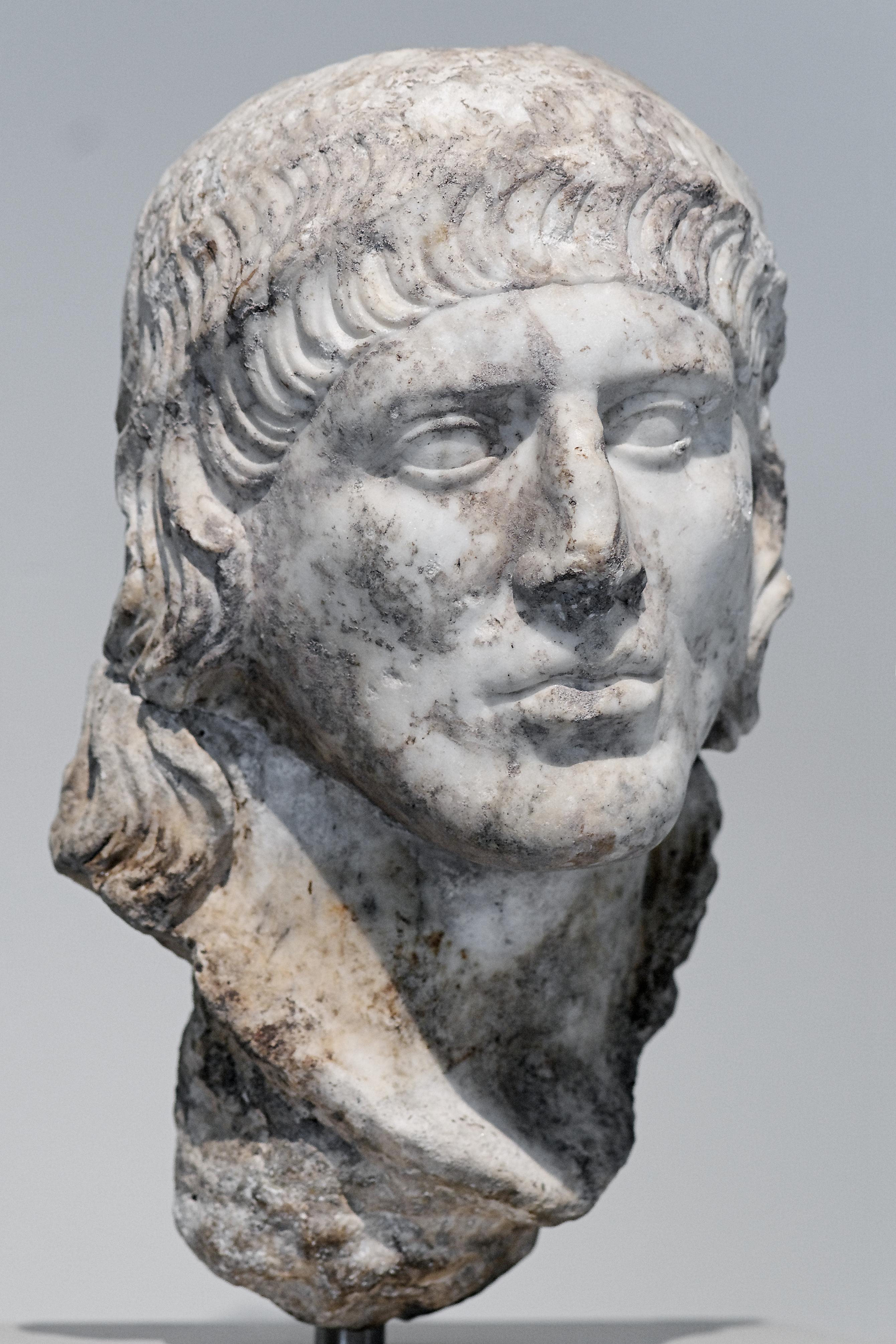
Ritratto di epoca flavia (Metropolitan Museum of Art di New York)
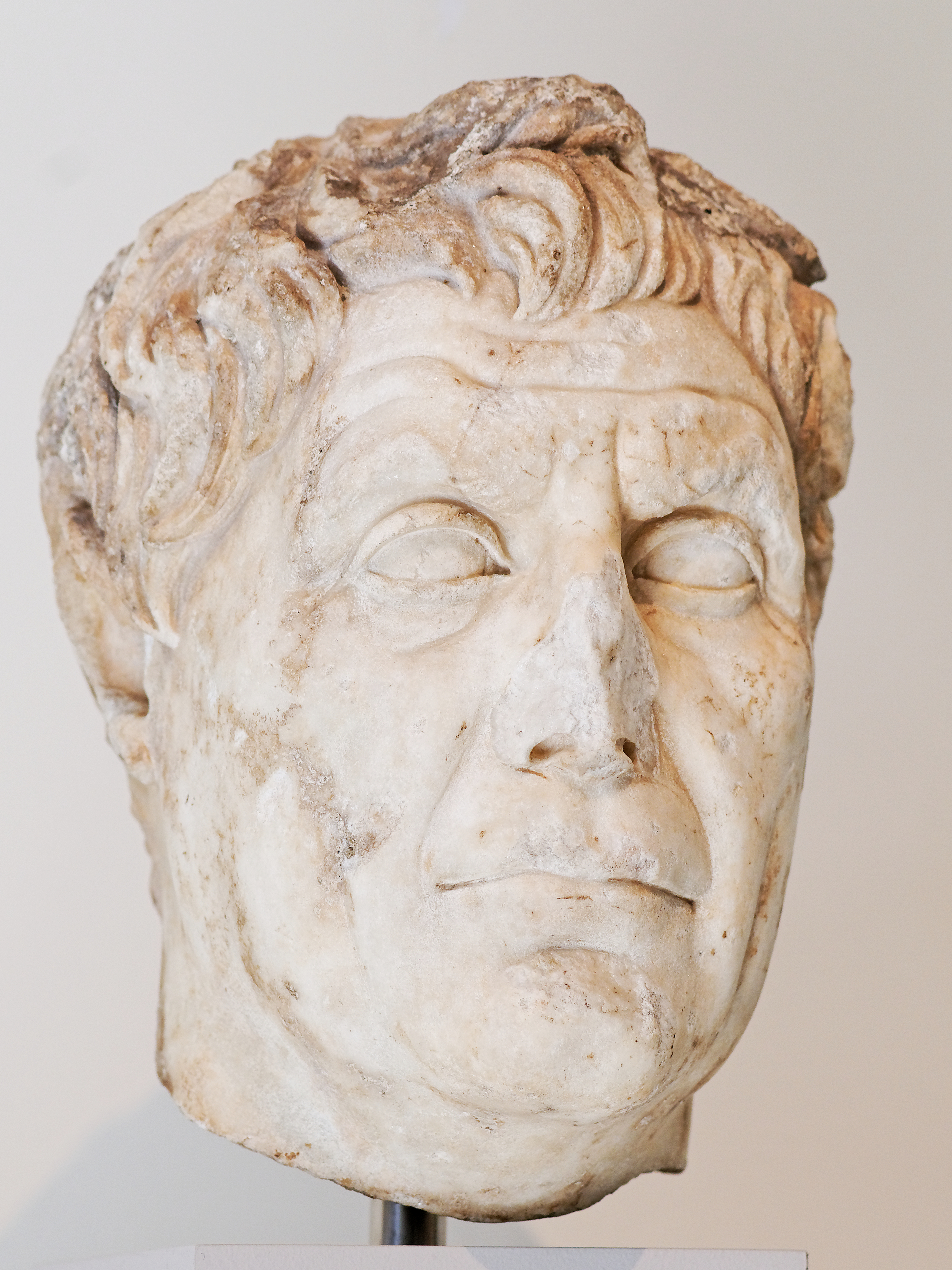
Ritratto di epoca flavia o inizi di quella traianea (Metropolitan Museum of Art di New York)

## Architettura

Il Colosseo

A Roma il grande incendio del 64 creò una tale distruzione che rese necessaria una riedificazione della città, usando criteri completamente nuovi. Vennero aperte nuove piazze, le strade divennero più ampie e fiancheggiate da portici, le abitazioni vennero ricostruite di altezza più limitata. 
Dopo l'individuazione di nuovi punti focali nel secolo immediatamente precedente (i Fori Imperiali e il Campo Marzio), durante l'epoca flavia e in particolare sotto Domiziano si intraprese la monumentalizzazione anche del colle Palatino, già primo nucleo arcaico di Roma, poi area di residenze patrizie repubblicane e destinato, infine, a divenire la zona per le residenze degli imperatori. Sul colle aveva già abitato Augusto, forse nella cosiddetta casa di Livia, edificio non monumentale ma decorato da pregevoli pitture di secondo stile, poi vi avevano abitato Tiberio, Caligola e Nerone. Ma il palazzo più grandioso venne costruito da Domiziano, il cui architetto Rabirus edificò una costruzione ad almeno tre livelli della quale ci restano grandiose rovine. Un piano era situato sul colle e due sulle pendici, secondo un'articolazione complessiva in quattro parti: la domus Flavia, zona di rappresentanza e per le funzioni ufficiali, la domus Augustana, residenza privata imperiale, lo stadio e le terme.
Lo sviluppo architettonico nell'età flavia ebbe un'importanza fondamentale per la messa in opera di tecniche nuove, capaci di portare a un ulteriore sviluppo delle articolazioni spaziali. Già al tempo di Nerone vennero sperimentate nuove soluzioni, come la sala ottagona della Domus Aurea, influenzata da modelli siriaci a base poligonale. Ma è soprattutto in questo periodo che si diffondono l'uso della cupola emisferica (Domus Transitoria, Domus Aurea e ninfeo di Domiziano a Albano Laziale), lo sviluppo delle volte a crociera (Colosseo), l'uso di materiale leggero per le volte (anfore), l'utilizzo di nervature con archi in laterizio in serie e lo sviluppo delle volte a botte, che arrivano a raggiungere i 33 metri di diametro nel vestibolo domizianeo del Foro Romano.
Opere principali
- Colosseo
- Tempio della Pace
- Terme di Tito
- Palazzo di Domiziano
  - Domus Flavia
  - Domus Augustana
  - Domus Transitoria
  - Stadio di Domiziano
- Foro Transitorio
- Arco di Tito
- Odeon di Domiziano